# Lion du Pirée
Le Lion du Pirée (en grec moderne : Ο Λέων του Πειραιώς, en italien : Leone del Pireo et en norvégien : Pireusløven) est une sculpture de marbre blanc représentant un lion.
Elle ornait Le Pirée, port d'Athènes, durant plus de 1 500 ans avant d'être prise en 1687 par le Vénitien Francesco Morosini dans le cadre de la guerre de Morée. La statue orne désormais, aux côtés d'autres statues de lions, la porte de l'arsenal de Venise où elle a été affichée comme un symbole du saint patron de Venise, saint Marc.
La statue est aussi notable pour porter des inscriptions runiques laissées par des Vikings — probablement des mercenaires de l'Empereur byzantin — pendant la seconde moitié du XIe siècle.

## Histoire
La statue était à l'origine installée au Pirée, le port d'Athènes. Elle est emportée en 1687 par le Vénitien Francesco Morosini, lors d'un pillage mené lors de la grande guerre turque contre l'Empire ottoman, durant laquelle les Vénitiens prennent Athènes et les canons de Morosini endommagent le Parthénon. Des copies de la statue sont visibles au musée archéologique du Pirée et au musée historique de Stockholm.
Le lion a été sculpté vers 360 av. J.-C. et il était devenu un point de repère au Pirée, y étant installé depuis le premier ou le deuxième siècle après Jésus-Christ. Son importance était telle que le port fut rebaptisé en italien Porto Leone, le port du Lion, tandis que le nom originel du port cessa d'être utilisé.
Le lion est figuré en position assise, avec la gueule ouverte, et la trace d'un tuyau (aujourd'hui disparu) parcourant son dos, ce qui laisse suggérer que la statue a été utilisée comme fontaine. Cela conforte une description de la statue datant de 1670, qui explique que de l'eau coulait depuis la gueule du lion dans une citerne à ses pieds.
La statue, faite de marbre blanc, mesure près de trois mètres de haut. Dans la seconde moitié du onzième siècle, des Scandinaves ont gravé de longues inscriptions runiques sur les épaules et les flancs du lion. Les runes ont été gravées en forme de lindworm, dans le style des pierres runiques visibles en Scandinavie. Ceux qui ont tracé ces inscriptions étaient probablement des Varègues, mercenaires scandinaves au service de l'Empereur byzantin.

## Inscriptions et traductions

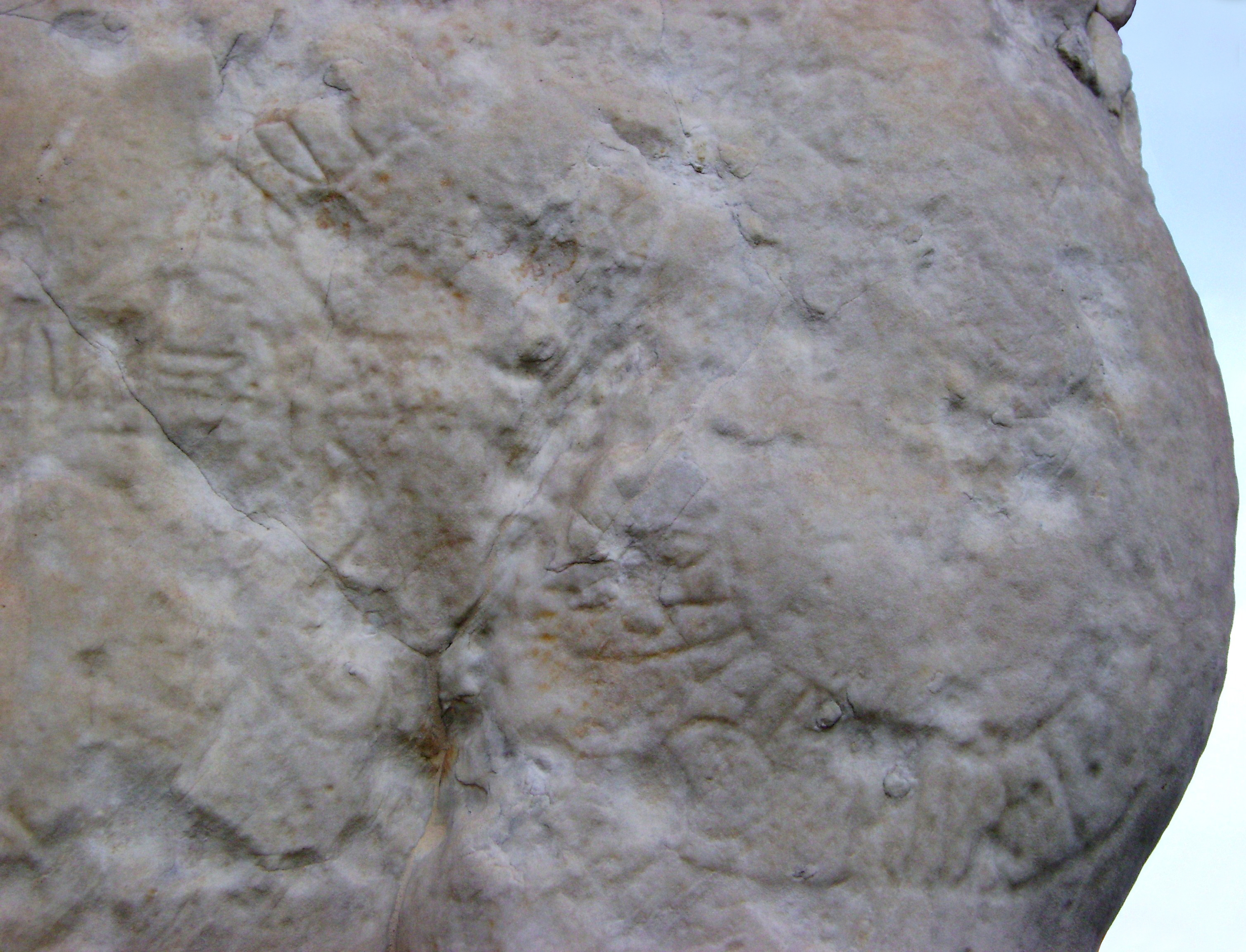
Détail des inscriptions runiques.

Les inscriptions présentes sur la statue ne furent considérées comme des runes que lorsque le diplomate suédois Johan David Akerblad les identifia comme telles à la fin du dix-huitième siècle. Ces runes ont la forme d'un lindworm (un dragon ne pouvant pas voler, doté d'un corps de serpent, et parfois de deux jambes) et ont été traduites pour la première fois au milieu du dix-neuvième siècle par Carl Christian Rafn, secrétaire du Kongelige Nordiske Oldskrift-Selskab (Société royale des antiquaires nordiques). Les inscriptions sont fortement dégradées, en raison de l'érosion et de la pollution de l'air à Venise, rendant nombre de runes individuelles à peine lisibles. Cela oblige les traducteurs à reconstruire certaines runes, en complétant les parties manquantes, afin de déterminer quels mots elles représentaient.
Il y a eu plusieurs tentatives de déchiffrage et de traduction du texte. Figurent ci-dessous la tentative de Rafn (1854) et celle d'Erik Brate (1914), qui est considérée comme étant la plus réussie.

### Traduction de Rafn
Les lettres lisibles figurent en gras.
Côté droit du lion :

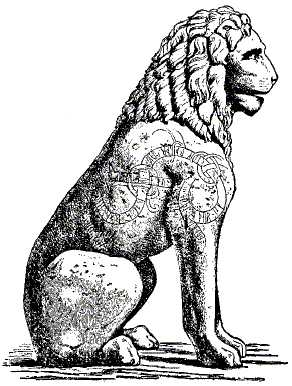
Dessin représentant le Lion du Pirée, où figurent les inscriptions runiques.

ASMUDR : HJU : RUNAR : ÞISAR : ÞAIR : ISKIR : AUK: ÞURLIFR : ÞURÞR : AUK : IVAR : AT : BON : HARADS : HAFA : ÞUAT : GRIKIAR : UF : HUGSAÞU : AUK : BANAÞU :
Asmund grava ces runes avec Asgeir et Thorleif, Thord et Ivar, à la demande de Harold le Grand, bien que les Grecs le remarquèrent et l'interdirent.
Côté gauche du lion :
HAKUN : VAN: ÞIR : ULFR : AUK : ASMUDR : AUK : AURN : HAFN : ÞESA : ÞIR : MEN : LAGÞU : A : UK : HARADR : HAFI : UF IABUTA : UPRARSTAR : VEGNA : GRIKIAÞIÞS : VARÞ : DALKR : NAUÞUGR : I : FIARI : LAÞUM : EGIL : VAR : I : FARU : MIÞ : RAGNARR : TIL : RUMANIU . . . . AUK : ARMENIU :
Hakon avec Ulf et Asmund et Őrn conquirent ce port. Ces hommes et Harold Hafi ont durement réprimé la révolte du peuple grec. Dalk est retenu captif dans des terres lointaines. Egil est parti pour une expédition avec Ragnar en Roumanie et en Arménie.
Certains ont tenté de repérer le nom de Harald Hardrade dans l'inscription, mais le moment où celle-ci a été gravée ne coïncide pas avec le moment où il était au service de l'Empereur.

### Traduction d'Erik Brate
| hiuku þir hilfninks milum hna en i hafn þesi þir min eoku runar at haursa bunta kuþan a uah riþu suiar þita linu fur raþum kul uan farin - tri(n)kiar ristu runar [a rikan strin]k hiuku þair isk[il-] [þu]rlifr - litu auka ui[i þir a] roþrslanti b[yku] - a sun iuk runar þisar. ufr uk - li st[intu] a[t haursa] kul] uan farn | Ils l'ont abattu au milieu de ses armées. Mais dans le port les hommes ont gravé des runes près de la mer en mémoire de Horsi, un bon guerrier. Les Suédois ont mis ceci sur le lion. Il suivit son chemin avec de bons conseils, de l'or il gagna dans ses voyages. Les guerriers ont gravé des runes, les ont taillées dans une spirale ornementale. Æskell (Áskell) [et d'autres] et Þorlæifʀ (Þorleifr) les ont bien gravées, eux qui vivaient à Roslagen. [N. N.] fils de [N. N.] grava ces runes. Ulfʀ (Úlfr) et [N. N.] les ont colorées en mémoire de Horsi. Il gagna de l'or dans ses voyages. |  |

## Dans la culture
Le lion apparaît dans Fable de Venise, bande dessinée de Corto Maltese écrite et dessinée par Hugo Pratt en 1981. Dans cette histoire, les runes gravées dessus recèlent des indices nécessaires pour trouver une émeraude mystérieuse, cachée quelque part dans Venise.
Le lion de Pirée est une créature monstrueuse à combattre dans le jeu vidéo God of War Ghost of Sparta (2010). Le héros Kratos le combat pour sortir des geôles de Sparte. 